# 벨기에의 군주 목록
벨기에인의 왕(프랑스어: Roi des Belges, 네덜란드어: Koning der Belgen, 독일어: König der Belgier)은 벨기에의 군주다. 네덜란드 연합왕국에서 독립한 후부터 독자적인 군주가 생겼으며, 현재까지 유지되고 있다. 현재 벨기에인의 왕은 필리프이다.

## 국왕 목록

### 벨기에 군주 목록
| 대수 | 초상                                                  | 군주                                                                                   | 재위 기간                                          | 작위                    |
| ---- | ----------------------------------------------------- | -------------------------------------------------------------------------------------- | -------------------------------------------------- | ----------------------- |
| 1    | Érasme-Louis Surlet de Chokier                        | 초키에 남작 에라스므루이 쉬르레 1769년 11월 27일 리에주 - 1839년 8월 7일 힝엘롬 (69세) | 섭정 1831년 2월 25일 — 1831년 7월 21일 4개월 26일  | 왕국 섭정               |
| 1    | Léopold 틀:Ier                                        | 레오폴 1세 1790년 12월 16일 코부르크 - 1865년 12월 10일 라큰 (74세)                    | 1831년 7월 21일 - 1865년 12월 10일 34년 4개월 20일 | 작센코부르크자필트 공   |
| 2    | Léopold II                                            | 레오폴 2세 1835년 4월 9일 브뤼셀 - 1909년 12월 17일 라큰 (74세)                        | 1865년 12월 17일 - 1909년 12월 17일 44년           | 브라방 공작             |
| 3    | Albert Ier                                            | 알베르 1세 1875년 4월 8일 브뤼셀 - 1934년 2월 17일 마르슈레담 (58세)                   | 1909년 12월 23일 - 1934년 2월 17일 24년 1개월 25일 |                         |
| 4    | Léopold III de Belgique et son épouse Astrid de Suède | 레오폴 3세 1901년 11월 3일 브뤼셀 - 1983년 9월 25일 월뤼에생랑베르 (81세)              | 1934년 2월 23일 - 1951년 7월 16일 17년 4개월 23일  | 브라방 공작             |
| 4    | Charles de Belgique                                   | 샤를 드 벨지크 1903년 10월 10일 브뤼셀 - 1983년 6월 1일 오스텐더 (79세)                | 섭정 1944년 9월 20일 - 1950년 7월 20일 5년 10개월  | 플랑드르 백작 왕국 섭정 |
| 5    | Beaudoin                                              | 보두앵 1930년 9월 7일 라큰 - 1993년 7월 31일 모트릴 (에스파냐) (62세)                  | 1951년 7월 17일 - 1993년 7월 31일 42년 14일        | 에노 백작 브라방 공작   |
| 6    |                                                       | 알베르 2세 1934년 6월 6일 라큰 -                                                       | 1993년 8월 9일 - 2013년 7월 21일 19년 11개월 12일  | 리에주 공               |
| 7    | Philippe                                              | 필리프 1960년 4월 15일 라큰 -                                                          | 2013년 7월 21일 -                                  | 브라방 공작             |

## 계보
- 레오폴 1세 (1790-1865), 벨기에인의 왕 (1831-1865)
  -   레오폴 2세 (1835-1909), 벨기에인의 왕 (1865-1909)
  -   필리프 드 벨지크 (1837-1905), 플랑드르 백작
    -   알베르 1세 (1875-1934), 벨기에인의 왕 (1909-1934)
      -   레오폴 3세 (1901-1983), 벨기에인의 왕 (1934-1951)
        -   보두앵 (1930-1993), 벨기에인의 왕 (1951-1993)
        -  알베르 2세 (1934), 벨기에인의 왕 (1993-2013)
          -  필리프 (1960), 벨기에인의 왕 (2013- )

## 같이 보기
- 벨기에의 군주 배우자